# 渤海贞孝公主墓
渤海贞孝公主墓是渤海国贞孝公主夫妇合葬墓，葬于今吉林省延边朝鲜族自治州和龙市东北约25公里龙水乡龙海屯村西龙头山古墓群的西侧200米处。该墓发现于1980年10月。
1980年10月至12月，延边朝鲜族自治州博物馆和延边朝鲜族自治州文物管理委员会对此墓进行了清理和发掘。
在墓甬道内发现该墓碑，阴刻汉字楷书，计七百二十八字，志文是一篇典型的骈体文，记叙了公主出身、贤慧、出嫁、守节、嫔葬和哀悼一生行状。志石系花岗岩质，墓志保存完好，志文全部可识，从墓志志文与貞惠公主墓志大多雷同，形制、大小、内容格式几乎一致，可互相参照以补贞惠公主墓志之缺文。墓志现藏延边州博物馆。墓室用砖和石板修筑，东西北三面壁上刻有十二彩绘人物壁画。内容、书法、画风皆仿唐制，该墓室壁画为渤海画的首次发现。甬道左右各画门卫一人，面面相对，护卫公主的陵寝。室内东西二壁各绘四人，北壁绘二人。东西两壁南数第一人均为侍卫，面庞丰满，红帕束髻，着圆领紧袖卷袖袍服。

## 地理环境
龙头山是一个由南向北伸展而下的漫岗，南高北低，全场约十五华里。在山岗中部有一条由西向东延伸的小山岔。渤海贞孝公主墓位于该山岔尾部南坡、被人工铲平的小平台中部。小平台面积约2000多平方米，地势高敞，目的面积约100平方米，高出周围地面约0.5米，上面和附近散存有大量碎砖。墓东一里地处有一条河名叫福洞河，向北注入海兰江。河两岸为峡谷盆地，居民点星罗棋布，有延福公路南北穿过。墓南十华里处为绵延起伏的山峦。
在贞孝公主墓的东部以及东南山坡，坐落有十余座渤海墓葬，形成墓群，名为“龙头山古墓群”。在龙头山墓群周围几十华里内，遍布渤海时期的遗址和墓葬，其中重要的有渤海中京显德府遗址、河南屯古城、獐项古城、北大渤海古墓群和福洞古墓群等。

## 墓葬形制
渤海贞孝公主墓呈南北向，方向170°，用转和石板修筑，由墓道、墓门、甬道、墓室和塔五个部分组成。塔身已倒毁不存，只剩塔基。墓南北长约15米，东西宽约7米。早年被盗，结构遭到轻微的破坏，但基本完整。

### 墓道
墓道设在南部，水平距离为7.10米，从南往北逐渐收缩，南高北低，呈阶梯式，分两次修筑。第一次修筑在地表之下，墓道顶部水平水平距离为7.10米，南端宽5.75米，北端宽3.30米。墓道东西两壁夯筑，在外面上抹一层草拌泥，厚约一厘米。墓道东西两壁画，从下往上逐渐向外微倾斜。墓道路面南浅北深，南阔北窄，南宽5.75米，北端宽2.80米。在墓道路面南端，东西向铺列一行碎砖，中间断条，西侧长1.20米，东侧长1.00米。墓道路面从南端往北5.50米处，做阶梯式，用黏土夯筑，共五阶，阶高0.20米~0.32米、宽0.80~1.30米不等。墓道阶梯的上面和侧面皆涂抹草拌泥，厚约0.5厘米。往北至墓道北端既是墓门做斜坡式，长1.60米，上抹一层白灰。第二次筑在第一次修筑的墓道两壁表层和路面上。南端遭轻微破坏。顶部水平距离残长5.80米，南宽2.60米，北宽2.25米。两壁用夹有白灰渣的五花土，贴筑于第一次修筑的壁表上，从下往上微微向外倾斜，经拍打加固。路面南高北低，做阶梯式，部分阶梯遭到破坏，尚存八级，阶高0.12~0.22米，宽0.34~0.53米不等。路面两侧为夯筑，略高于中部，路面中部无夯筑痕迹。墓道使用大块河光石填充，越过墓门，上铺五花土与地表齐平。在墓道北端回填层上发现一盗坑。

### 墓门
墓道后接墓门，墓门以甬道东、西壁充当门柱，在顶部盖石，边上涂抹白灰作为门额，门额微微凸起，呈长方形，高0.30米，宽2.80米。门洞呈长方形，上宽1.25米，下宽1.60米，通高1.70米。门额上用方砖错缝平砌额墙，额墙中部被盗墓人拆除了一部分。
墓门额墙呈U形，额墙长5.80米、宽0.37米、残高1.30米。额墙微微向南倾斜。在额墙东西两端处，用方砖和长方形转砌筑翼墙各一，西侧翼墙已被破坏，东侧翼墙保存较好，南北长0.30米，东西宽0.34米，残高0.78米。门额、额墙和翼墙皆涂抹白灰，现已大部分脱落。墓门用长方砖钳砌在甬道口内，外筑砖墙封堵。封门砖墙残高1.20米，厚约0.90米，上部被盗墓贼拆除约0.50米。